# Windows Server 2019
A Windows Server 2019 a Microsoft Windows NT szerveroldali tagja, a Windows Server 2016 utódja. A 2018. március 20-án bejelentett szoftver október másodikán jelent meg.

## Fejlesztése és kiadása
A Windows Insider programban részt vevők a szoftvert a bejelentés napjától, 2018. március 20-ától próbálhatták ki; széles körben október másodikán vált elérhetővé.
2018. október 6-án a Windows 10 és a Windows Server 2019 17763-as verzióit visszatartották, mivel adatvesztés léphetett fel: ha a felhasználó profilkönyvtárát áthelyezték, de az adatokat nem, akkor ezek a frissítés közben törlődhettek. A hibát november 13-ára javították; a rendszer életciklusát ennek megfelelően módosították.

## Funkciói
A rendszer támogatja a Kubernetest, a Linux-tárolókat és a védett virtuális gépeket, valamint tartalmazza a Windows Admin Center grafikus menedzsmentfelületet és az OpenSSH-t.

### Webböngésző
A Microsoft az Internet Explorer 11-re „kompatibilitási rétegként” tekint. A Microsoft Edge a rendszert 2020 januárjától támogatja, telepítését erősen ajánlják.

## Változatai
A rendszer alábbi változatai jelentek meg:
- Windows Server 2019 Essentials: maximum 25 fős cégeknek, korlátozott memóriakezeléssel
- Windows Server 2019 Standard: 25 fő fölött, több szerverhez
- Windows Server 2019 Datacenter: virtuális környezetek fizikai gépen való futtatásához

## Fordítás
- Ez a szócikk részben vagy egészben  a   Windows Server 2019 című angol Wikipédia-szócikk ezen változatának fordításán alapul.  Az eredeti cikk szerkesztőit annak laptörténete sorolja fel. Ez a jelzés csupán a megfogalmazás eredetét és a szerzői jogokat jelzi, nem szolgál a cikkben szereplő információk forrásmegjelöléseként.